# باغ‌های زاغولبا
باغ‌های زاغولبا (به لاتین: Zağulba Bağları) یک دهکده استراحتگاهی و ساحلی در جمهوری آذربایجان است که در حومه باکو واقع شده‌است.
دهکده زاغولبا در ۴۰–۵۰ کیلومتری شمال غرب باکو واقع شده و آب‌گرم و ساحل تفریحی شهرستان آب‌شوران و از شناگاه‌های اصلی باکو به‌شمار می‌آید.
آسایشگاهی نیز به همین نام در آنجا واقع است که مکانی بود که بسیاری از مهاجرین چپگرای ایرانی طرفدار شوروی معاینات پزشکی خود را در آنجا گذرانیدند و برای خروج از آنجا و ورود به جامعه شوروی، در آنجا مدتی را سپری کردند. بسیاری از بانوان متأهل چپگرا که در ایران به خاطر وحشت و عدم امنیت، بچه‌دار شدن را شرط عقل به حساب نیاورده بودند، در زاغولبا دوران بارداری خود را شروع کردند.